# Бача при Подбрду
Бача при Подбрду (словен. Bača pri Podbrdu, итал. Baccia di Piedicolle) је насељено место у општини Толмин, Горишка регија, Словенија.

## Историја
До територијалне реорганизације у Словенији била је у саставу старе општине Толмин.

## Становништво
У попису становништва из 2011. године, Бача при Подбрду је имала 20 становника.
| Број становника према пописима | Број становника према пописима | Број становника према пописима |
| ------------------------------ | ------------------------------ | ------------------------------ |
| 1991                           | 2002                           | 2011                           |
| 27                             | 23                             | 20                             |

Напомена: До 1955. исказивано под именом Бача.